# Aegialites canadensis
Aegialites canadensis es una especie de coleóptero de la familia de la familia Salpingidae.

## Distribución geográfica
Habita en  la Columbia Británica (Canadá).